# Liste der britischen Gesandten bei den Hansestädten
Dies ist eine Liste der britischen Gesandten in Hamburg.
Hamburg war ab 1510 Freie Reichsstadt, 1806 durch Frankreich besetzt, 1811 bis 1814 annektiert, ab 1815 Freie Stadt im Deutschen Bund und ab 1871 Bundesstaat im Deutschen Reich. Als Gesandte bei den Hansestädten waren die britischen Gesandten auch in Bremen und Lübeck akkreditiert.

## Missionschefs

### Englische Gesandte
- 1567–1570: Richard Clough (1530–1570)
- 1570–1578:

1578 bis 1611: keine Vertretung

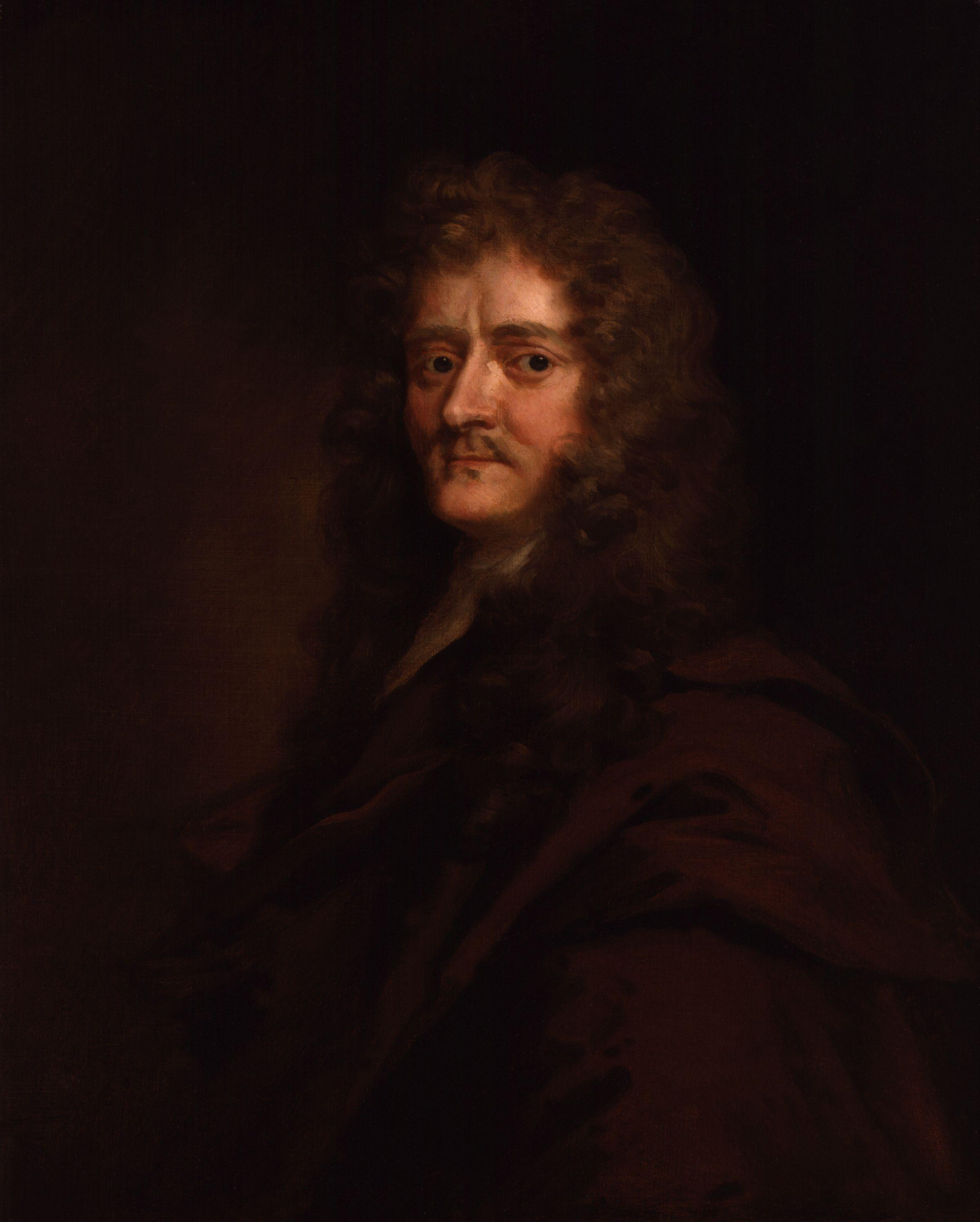
Sir Paul Rycaut
Gemälde von Peter Lely,
Öl auf Leinwand, 74,9 × 62,2 cm

- 1611–1618: Richard Gore (1554–1622)
- 1628–1645: Sir Robert Anstruther (1578–1645)
- 1650–1659: Richard Bradshaw
- 1663–1666: Sir William Swan (1619–1678)
- 1669–1682: Sir Peter Wyche (1628–1699)
- 1682–1685: Bevil Skelton (1641–1696)
- 1689–1700: Sir Paul Rycaut (1629–1700)

### Britische Gesandte
- 1702–1714: Sir John Wich (1672–1714)[1]
- 1714–1741: Sir Cyril Wyche (1695–1756)[2]
- 1741–1756: James Cope (1715–1756)
- 1757–1763: Philip Stanhope (1732–1768)
- 1762–1763: Robert Colebrooke (1718–1784)
- 1763–1772: Sir Ralph Woodford
- 1772–1790: Emanuel Mathias
- 1790–1798: Charles Henry Fraser
- 1798–1803: Sir James Crauford
- 1803–1805: Sir George Rumbold (1764–1807)
- 1805–1807: Edward Thornton (1766–1852)

1806 bis 1813: Unterbrechung der Beziehungen (bis 1837 nur konsularische Vertretung)
- 1813–1820: Alexander Cockburn (1776–1852)
- 1820–1823: Joseph Charles Mellish (1769–1823)
- 1837–1841: Henry Canning (1779–1847)
- 1841–1862: Sir George Lloyd Hodges (1792–1862)
- 1862–1870: John Ward (1805–1890)

1870: Auflösung der Gesandtschaft